# Test Drive II: The Duel
Test Drive II: The Duel (resp. The Duel: Test Drive II) je závodní videohra z roku 1989, kterou vyvinula kanadská společnost Distinctive Software a vydala americká firma Accolade pro MS-DOS, Amigu, Atari ST, C64, Macintosh, ZX Spectrum, Apple IIGS, Amstrad CPC, Sega Mega Drive, SNES a MSX. Jedná se o druhý díl série Test Drive.
Cílem hry je opět co nejrychleji projet jednotlivé segmenty tratí a vyhnout se kolizím a policejním hlídkám. Jak název napovídá, oproti prvnímu dílu zde přibyl duel s počítačem řízeným protivníkem. Zároveň zůstala možnost závodit pouze na čas (čím lepší čas, tím vyšší bodové skóre).
Test Drive II obsahuje dva supersportovní automobily (ve verzi pro herní konzole jsou tři). Další automobily pro počítačové verze jsou k dispozici na dvou datadiscích. Jiné dva později vydané datadisky obsahovaly další tratě. V roce 1990 vyšla souhrnná edice se všemi čtyřmi datadisky nazvaná Test Drive II: The Collection.

## Popis
Zatímco v prvním dílu Test Drive byla k dispozici pouze jedna trať, zde se jich nachází tři nebo více (opět záleží na verzi hry – viz níže kapitola Seznam tratí). Lze si vybrat jízdu na čas nebo závod proti soupeři, kterého ovládá počítač. Dále se navolí stupeň obtížnosti, přičemž nižší stupně znamenají automatické řazení během jízdy a vyšší manuální řazení.
Závodí se ve více či méně hustém automobilovém provozu na dvou- či čtyřproudové silnici s různými zatáčkami, převýšeními, mosty, tunely, útesy apod. Během jízdy se po silnici pohybují další vozidla jak v opačném směru, tak ve stejném směru. Vyjetí z ní může vést k dopravní nehodě (např. po pádu z útesu). Hráč startuje na vozovce, přičemž jede vždy vpřed (nelze se otočit a jet nazpět).
Při jízdě musí hráč předjíždět auta a vyhýbat se kolizím s protijedoucími vozy. Při překročení rychlosti může být jeho auto pronásledováno policií, která ho zastaví teprve po jeho předjetí. Policistům lze uniknout velmi rychlou jízdou nebo jim bránit v předjíždění. Pokud policie zastaví hráčovo vozidlo, udělí mu pokutu, což řidiče stojí drahocenný čas. Na policejní hlídku upozorní antiradar, kterým je standardně vybaven každý volitelný automobil ve hře.
Je použit pohled z místa řidiče – hráč vidí údaje na palubní desce, polohu volantu, řadicí páky a přes čelní sklo a jedno zpětné zrcátko také dění na silnici. V horní části je ukazatel tratě, na němž je poloha vlastního, soupeřova, příp. i policejního vozu a benzinka. Interiér každého z vozů je jinak graficky ztvárněn. Podmínky jsou různé, jede se během dne, v noci, za deště, sněžení atd.
Řidič disponuje pěti auty („životy“), o které může přijít nehodou nebo rozbitím auta. Po ztrátě života hra pokračuje ze stojícího auta a ze stejného místa. Pokud hráč dorazí na konec jednoho úseku bez nehody, obdrží život navíc a zajede na čerpací stanici, kde se zobrazí výsledky etapy – průměrná rychlost, počet získaných bodů a další informace. Benzinku lze i minout, to v důsledku znamená nedojetí do cíle kvůli nízkému stavu paliva a ztrátu života. Život lze ztratit i při manuálním řízení přetáčením povolených otáček motoru. Za nehodu jsou udělovány trestné sekundy. Nabourání policejního vozu okamžitě ukončí hru bez ohledu na zbývající počet životů.
Hra také končí, pokud jsou všechny životy vyčerpány nebo po úspěšném projetí všech úseků do cíle závodu.

## Seznam tratí

### Počítačové verze TD II
Počítačové verze obsahují ve scénáriu Master Scenery tři druhy tratě:
- poušť s kaktusy podél silnice[2]
- horská silnice se skalnatou stěnou na jedné a propastí na druhé straně vozovky a občas s tunelem[2]
- travnatá krajina s políčky a se stromy podél cesty[2]

Dále vyšly dva datadisky s dalšími tratěmi:
- Test Drive II Scenery Disk: California Challenge[2][3] – sedm etap v americkém státě Kalifornie na hranici s Mexikem
- Test Drive II Scenery Disk: European Challenge – tratě v evropských zemích (Nizozemsko, Francie, Španělsko, Švýcarsko, Itálie, Německo)

### Verze TD II pro herní konzole
Zde jsou k dispozici čtyři tratě ve Spojených státech, každá s odlišnou délkou a obtížností.
- Desert Blast (Easy) – patrně leží na jihozápadě USA, obtížnost snadná
- City Bound (Medium) – není jisté, kde přesně leží tato trať, obtížnost střední
- East Coast (Hard) – na východním pobřeží USA, obtížnost těžká
- West Coast (Hardest) – na západním pobřeží USA, obtížnost nejtěžší

## Seznam automobilů
Videohra ve verzi pro počítače obsahuje dva supersportovní automobily (Porsche 959 a Ferrari F40),  z nichž každý má jiné technické parametry a ovládání. Ve verzi pro herní konzole je navíc automobil Lamborghini Diablo. 
| Automobil          | Přibližná cena | Max. rychlost | Zrychlení 0–60 mph | Brzdná dráha 80–0 mph | Pneumatiky       |
| ------------------ | -------------- | ------------- | ------------------ | --------------------- | ---------------- |
| Porsche 959        | 230 000 US$    | 197 mph       | 3,6 s              | 245 ft                | Bridgestone RE71 |
| Ferrari F40        | 260 000 US$    | 201 mph       | 3,9 s              | 250 ft                | Pirelli P.Zero   |
| Lamborghini Diablo | 239 000 US$    | 202 mph       | 4,5 s              | 247 ft                | Bridgestone RE71 |

Další automobily pro počítačové verze Test Drive II jsou k dispozici na dvou datadiscích:
- Test Drive II Car Disk: The Supercars – tento datadisk obsahuje pět supersportů[2] podobných těm z Test Drive I, většina v novější a rychlejší variantě. Jsou to Lotus Esprit Turbo, Ruf Twin Turbo (varianta Porsche 911), Lamborghini Countach, Ferrari Testarossa a Chevrolet Corvette ZR1.
- Test Drive II Car Disk: Muscle Cars – datadisk obsahuje pět amerických muscle cars ze 60. let 20. století: 1963 Chevrolet Corvette Stingray, 1969 Chevrolet Camaro ZL-1 COPO, 1968 Mustang Shelby GT500, 1967 Pontiac GTO a 1969 Dodge Charger Daytona.